# Station Jemappes
Station Jemappes is een spoorwegstation langs spoorlijn 97 (Bergen - Quiévrain) in Jemappes, een deelgemeente van de stad Bergen. Het is nu een stopplaats.
Van hier vertrok ook spoorlijn 98B (Jemappes - Flénu Produits).

## Treindienst
| Serie       | Treinsoort          | Route | Bijzonderheden                                            |
| ----------- | ------------------- | --- | --------------------------------------------------------- |
| IC 14       | Intercity (NMBS)    | Quiévrain – Jemappes – Bergen – Brussel-Zuid – Leuven – Luik-Guillemins                                  | Rijdt alleen op werkdagen.                                |
| IC 25       | Intercity (NMBS)    | Moeskroen – Doornik – Jemappes – Bergen – Charleroi-Centraal – Namen – Luik-Guillemins – Herstal – Liers | Rijdt in het weekend tussen Moeskroen en Liers.           |
| L 4650      | L-trein (NMBS)      | Quévy – Bergen – Jemappes – [ Doornik – Moeskroen ] / [ Quiévrain ]                                      | Rijdt in het weekend tussen Bergen en Quiévrain.          |
| P 7580/8580 | Piekuurtrein (NMBS) | Aat – Bergen – Jemappes – Doornik                                                                        | Rijdt alleen op werkdagen. Een trein verder naar Doornik. |
| P 7800/8800 | Piekuurtrein (NMBS) | Quiévrain – Jemappes – Bergen – Brussel-Zuid – Schaarbeek                                                | Rijdt alleen op werkdagen.                                |

## Galerij

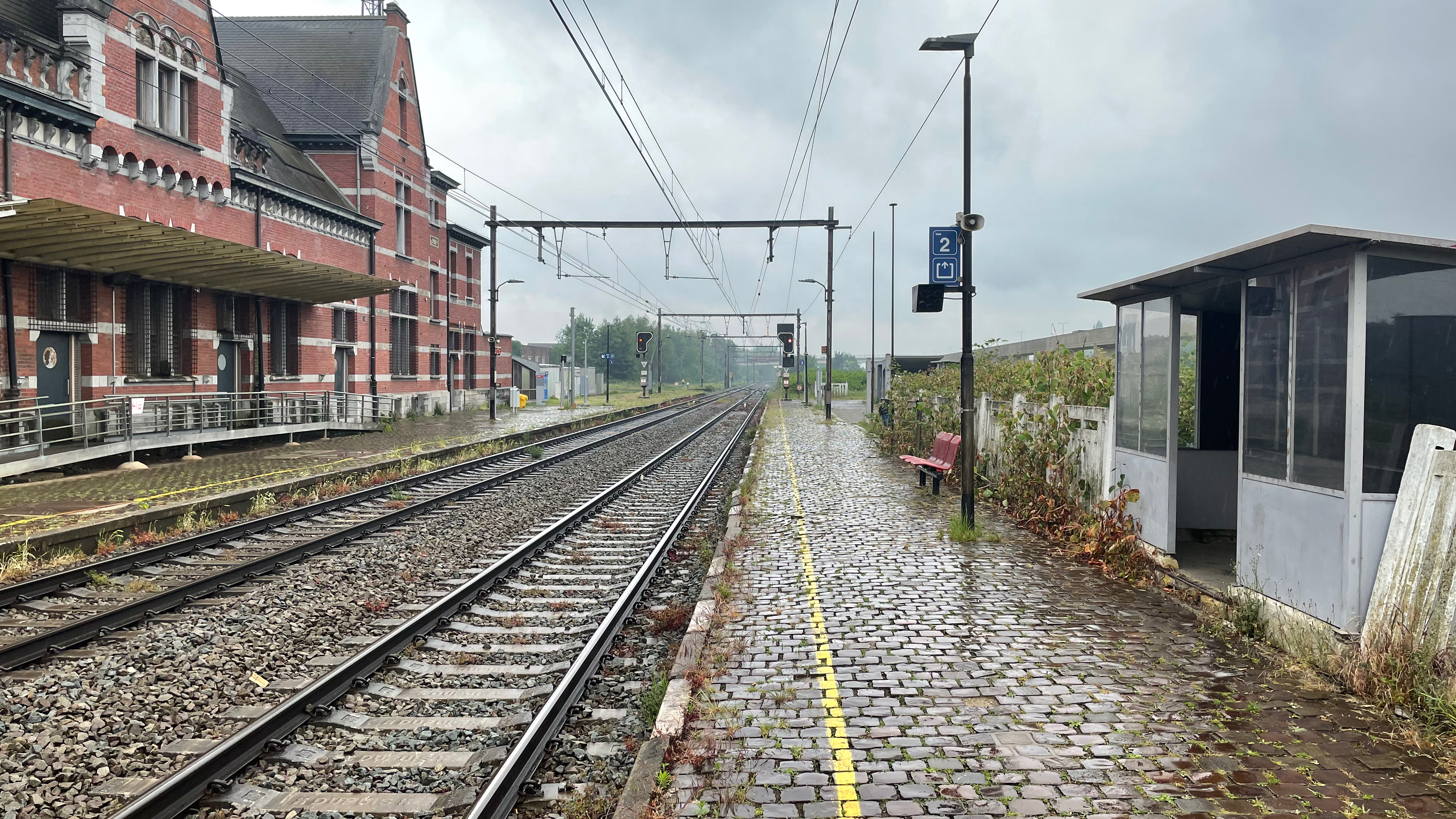
Zicht op het perron
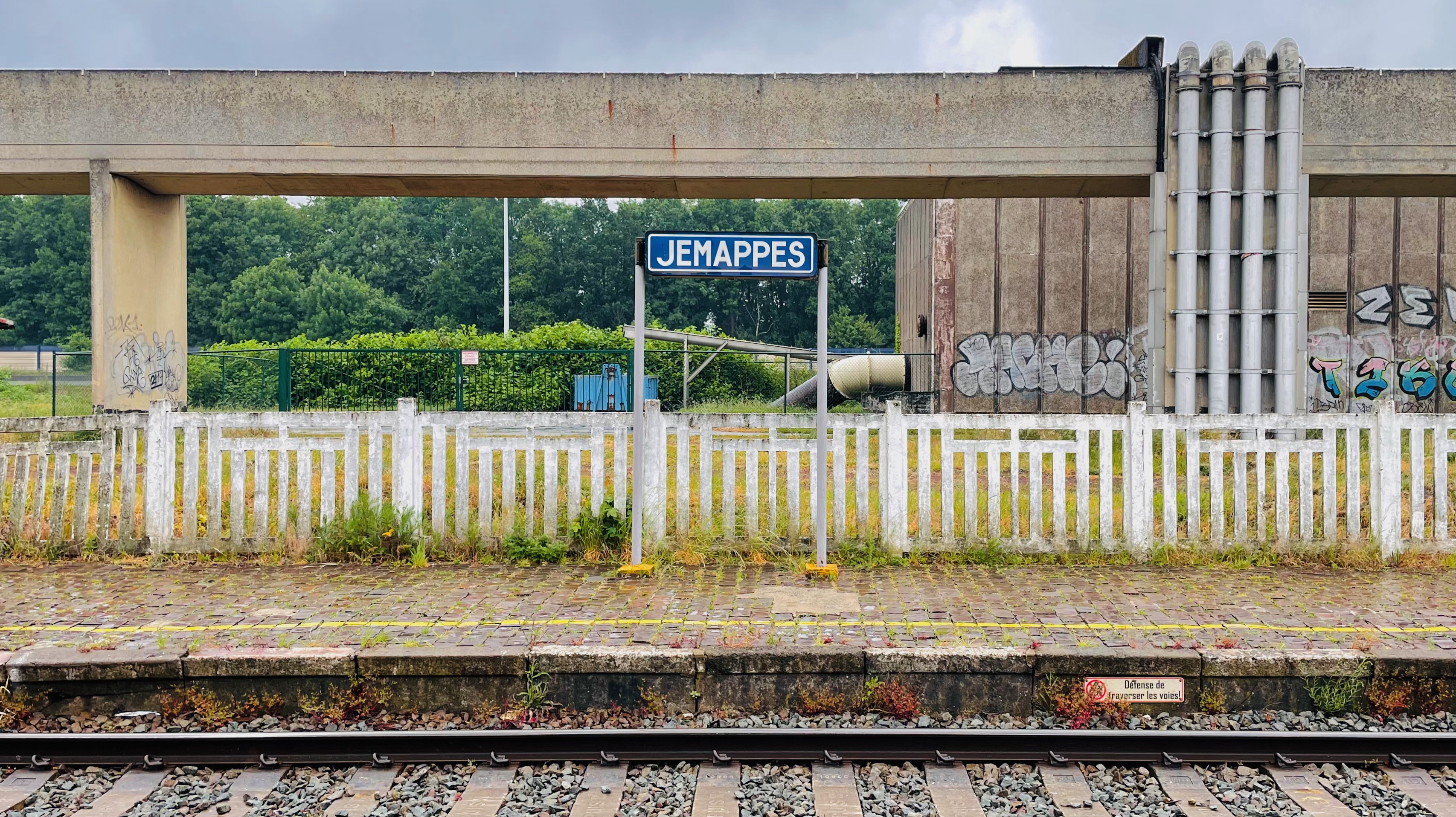
Plaatsnaambord
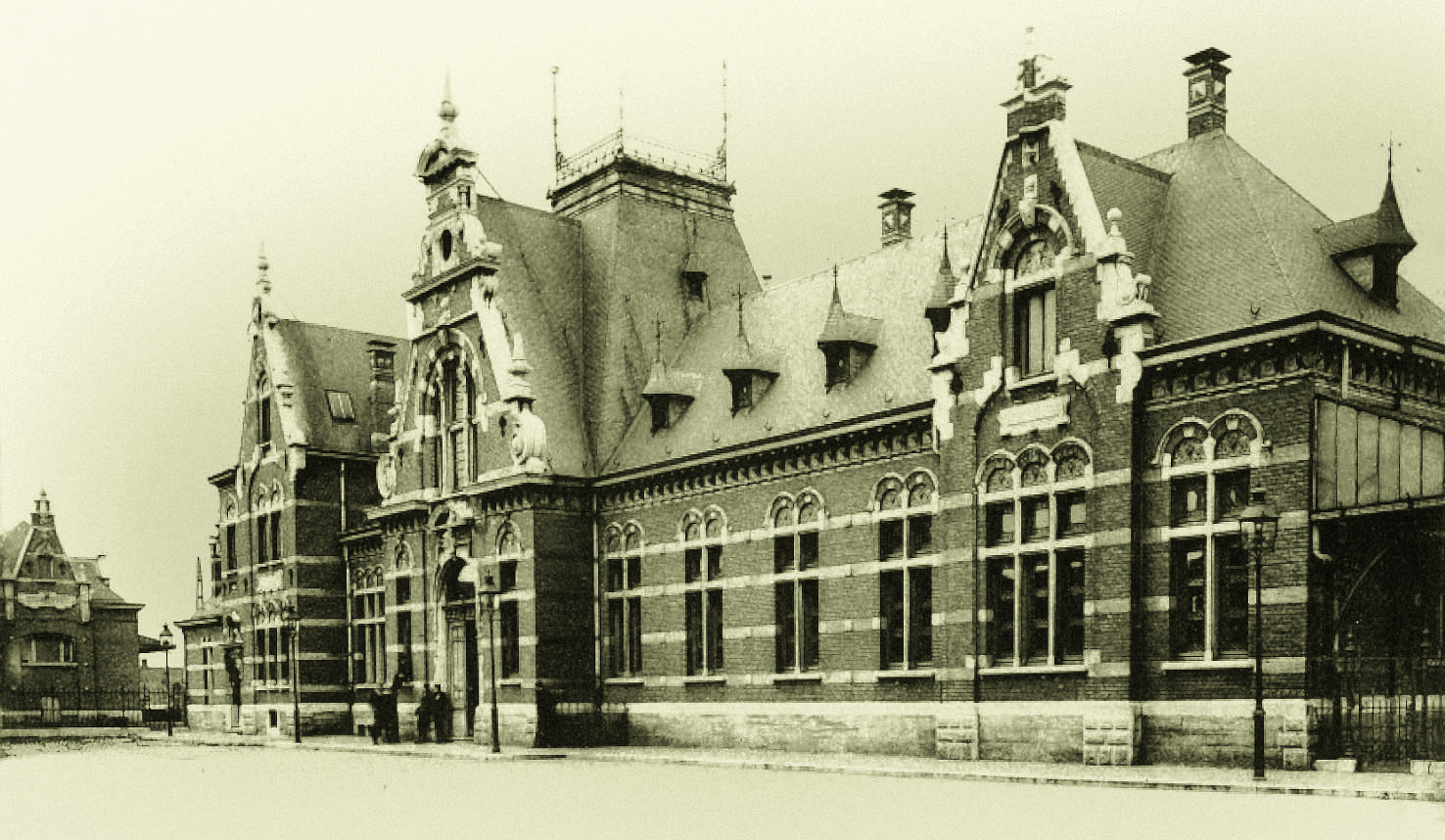
Stationsgebouw in 1904

## Reizigerstellingen
De grafiek en tabel geven het gemiddeld aantal instappende reizigers weer op een week-, zater- en zondag.
| Tabel: aantal instappende reizigers station Jemappes | Tabel: aantal instappende reizigers station Jemappes | Tabel: aantal instappende reizigers station Jemappes | Tabel: aantal instappende reizigers station Jemappes |
|                                                      | Weekdag                                              | Zaterdag                                             | Zondag                                               |
| ---------------------------------------------------- | ---------------------------------------------------- | ---------------------------------------------------- | ---------------------------------------------------- |
| 1977                                                 | 659                                                  | 131                                                  | 99                                                   |
| 1978                                                 | 617                                                  | 96                                                   | 102                                                  |
| 1979                                                 | 651                                                  | 100                                                  | 258                                                  |
| 1980                                                 | 547                                                  | 94                                                   | 103                                                  |
| 1981                                                 | 527                                                  | 101                                                  | 103                                                  |
| 1982                                                 | 431                                                  | 74                                                   | 88                                                   |
| 1983                                                 | 430                                                  | 83                                                   | 81                                                   |
| 1984                                                 | 314                                                  | 59                                                   | 56                                                   |
| 1985                                                 | 341                                                  | 72                                                   | 64                                                   |
| 1986                                                 | 294                                                  | 80                                                   | 65                                                   |
| 1987                                                 | 306                                                  | 91                                                   | 40                                                   |
| 1988                                                 | 370                                                  | 113                                                  | 85                                                   |
| 1989                                                 | 443                                                  | 162                                                  | 111                                                  |
| 1990                                                 | 484                                                  | 146                                                  | 105                                                  |
| 1991                                                 | 491                                                  | 160                                                  | 149                                                  |
| 1992                                                 | 542                                                  | 158                                                  | 111                                                  |
| 1993                                                 | 613                                                  | 162                                                  | 147                                                  |
| 1994                                                 | 445                                                  | 147                                                  | 176                                                  |
| 1995                                                 | 450                                                  | 136                                                  | 102                                                  |
| 1996                                                 | 629                                                  | 293                                                  | 132                                                  |
| 1997                                                 | 493                                                  | 147                                                  | 132                                                  |
| 1998                                                 | 484                                                  | 133                                                  | 104                                                  |
| 1999                                                 | 435                                                  | 151                                                  | 113                                                  |
| 2000                                                 | 506                                                  | 170                                                  | 105                                                  |
| 2001                                                 | 388                                                  | 142                                                  | 128                                                  |
| 2002                                                 | 467                                                  | 113                                                  | 138                                                  |
| 2003                                                 | 374                                                  | 113                                                  | 76                                                   |
| 2004                                                 | 384                                                  | 123                                                  | 112                                                  |
| 2005                                                 | 409                                                  | 185                                                  | 149                                                  |
| 2006                                                 | 473                                                  | 164                                                  | 152                                                  |
| 2007                                                 | 514                                                  | 212                                                  | 162                                                  |
| 2008                                                 | -                                                    | -                                                    | -                                                    |
| 2009                                                 | 514                                                  | 174                                                  | 147                                                  |
| 2010                                                 | -                                                    | -                                                    | -                                                    |
| 2011                                                 | -                                                    | -                                                    | -                                                    |
| 2012                                                 | 549                                                  | 276                                                  | 228                                                  |
| 2013                                                 | 687                                                  | 374                                                  | 215                                                  |
| 2014                                                 | 619                                                  | 361                                                  | 266                                                  |
| 2015                                                 | 514                                                  | 183                                                  | 145                                                  |
| 2016                                                 | 583                                                  | 172                                                  | 163                                                  |
| 2017                                                 | 591                                                  | 199                                                  | 176                                                  |
| 2018                                                 | 481                                                  | 186                                                  | 170                                                  |
| 2019                                                 | 526                                                  | 210                                                  | 159                                                  |
| 2020                                                 | 418                                                  | 153                                                  | 121                                                  |
| 2021                                                 | -                                                    | -                                                    | -                                                    |
| 2022                                                 | 580                                                  | 263                                                  | 164                                                  |
| 2023                                                 | 502                                                  | 290                                                  | 235                                                  |
| 2024                                                 | 511                                                  | 313                                                  | 246                                                  |

0,0: Bergen ·
4,7: Jemappes ·
6,9: Quaregnon ·
9,5: Saint-Ghislain ·
10,9: Boussu ·
13,2: Hainin ·
14,8: Thulin ·
19,5: Quiévrain
0,0: Flénu-Produits ·
2,8: Quaregnon-Central ·
3,4: Jemappes